# Banco Central do Caribe Oriental
O Banco Central do Caribe Oriental é a autoridade monetária para os membros da Organização dos Estados do Caribe Oriental, com exceção das Ilhas Virgens Britânicas e da Martinica. Dois de seus principais mandatos são manter a estabilidade dos preços e do setor financeiro, atuando como um estabilizador e salvaguarda do sistema bancário no Caribe Oriental em que a moeda de toda  a união monetária é o Dólar do Caribe Oriental.

## História
Foi fundado em outubro de 1983 com o objetivo de manter a estabilidade e a integridade da moeda e do sistema bancário da sub-região, a fim de facilitar o crescimento e o desenvolvimento equilibrados de seus Estados membros.
No início de 2015, o banco anunciou planos para eliminar a produção das peças de 1 e 2 centavos. A data foi finalizada em 1º de julho de 2015. Quando um motivo foi buscado, foi declarado que são necessários cerca de seis centavos para fazer um centavo e oito centavos para fazer a moeda de dois centavos.

## Governança
O banco está sediado em Basseterre, St. Kitts, e atualmente é supervisionado por Timothy Antoine, o Governador do Banco. Antes de assumir seu cargo em fevereiro de 2016, o banco foi supervisionado pelo falecido Sir K. Dwight Venner.